# Dziewkowice
Dziewkowice est une localité polonaise de la commune (gmina) de Strzelce Opolskie, située dans le district (powiat) de Strzelce en voïvodie d'Opole.